# Archita
Archita (deutsch Arkeden, ungarisch Erked) ist ein Dorf in der Region Siebenbürgen in Rumänien. Es ist Teil der Gemeinde Vânători.

## Geographische Lage

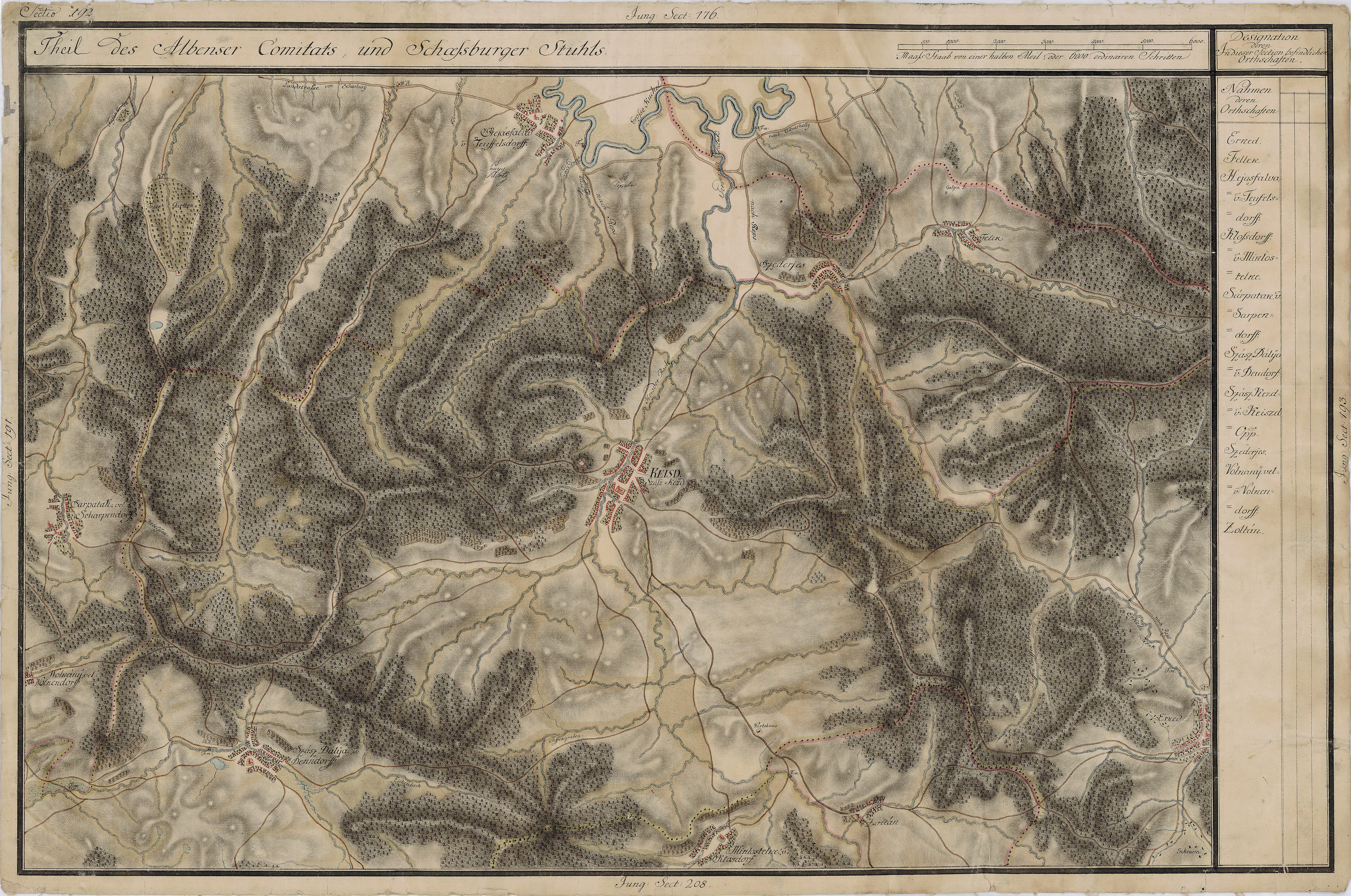
Archita (Erked) in der Josephinischen Landaufnahme von 1769 bis 1773.

Archita liegt im Kokeltal (Podișul Târnavelor) im Siebenbürgischen Becken. Am gleichnamigen Bach – ein linker Zufluss der Târnava Mare (Große Kokel) –, der Kreisstraße (Drum județean) DJ 133 und der Bahnstrecke Teiuș–Brașov befindet sich das Dorf Archita 15 Kilometer südöstlich vom Gemeindezentrum und 28 Kilometer von der Stadt Sighișoara (Schäßburg) entfernt.

## Geschichte
Die Gemeinde wurde frühestens um das Jahr 1200 von deutschen Siedlern gegründet. Die Dorfgründer kamen wahrscheinlich aus dem Gebiet des Repser Stuhles. Vom Jahr 1324 bis 1876 gehörte Arkeden politisch zum Schäßburger Stuhl. Durch das Andreanum, den "goldenen" Freibrief von 1224, wurde das Gebiet von Arkeden der Hermannstädter Provinz zugeschlagen. Die erste urkundliche Erwähnung stammt aus dem Jahr 1341. Aus dem 14. und 15. Jahrhundert finden sich insgesamt zehn urkundliche Nennungen der Gemeinde Arkeden. Für die Herkunft des deutschen Ortsnamens gibt es verschiedene Interpretationen; einerseits könnte er aus dem ungarischen Wort erek (= Gang, Gewölbe, Bogen) entlehnt sein, andererseits kann der Ortsname auch vom Personennamen Archo abstammen.
Bis um das Jahr 1700 war Arkeden eine rein deutsche Gemeinde, später siedelten sich Roma und Rumänen an. In der folgenden Zeit nahm die Bevölkerung zu, so dass im Jahr 1786 in Arkeden 916 Einwohner gezählt wurden. In Arkeden gab es nur wenige ungarische Einwohner. Die Teilung der Gemeinde zeigte sich darin, dass sie aus drei getrennten Ortsteilen bestand, dies waren der sächsische Ortsteil (Ortskern mit Kirchenburg), der rumänische und einer wo überwiegend Roma lebten.

## Bevölkerung
Die Bevölkerung des Dorfes entwickelte sich wie folgt:
Seit 1850 wurde auf dem Gebiet des Dorfes die höchste Einwohnerzahl 1944 registriert. Die höchste Anzahl der Rumänen wurde 2002, die der Rumäniendeutschen 1850, der Magyaren (139) 1930 und die der Roma (218) 1992 ermittelt. Die Anzahl der Deutsch sprechenden Einwohner nahm nach dem Zweiten Weltkrieg immer weiter ab, so dass es im Jahr 2002 nur noch sechs deutsche Einwohner gab. Heute leben keine Sachsen mehr in Arkeden.

## Sehenswürdigkeit

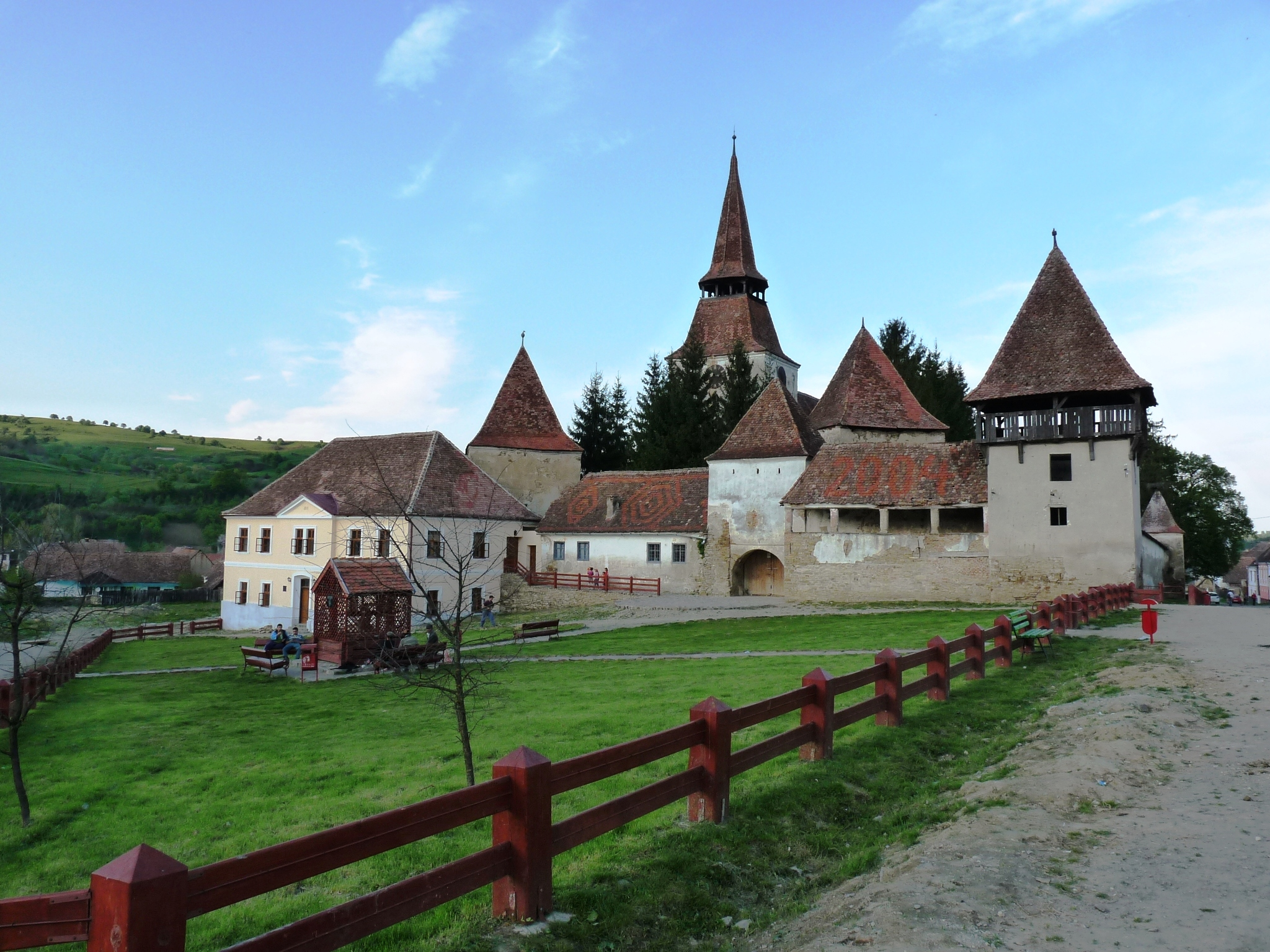
Kirchenburg Arkeden

In Archita findet sich eine gut erhaltene Kirchenburg. Ursprünglich handelte es sich um eine turmlose romanische Pfeilerbasilika. Im 14. Jahrhundert wurde ein Glockenturm gebaut; insgesamt gibt es heute noch sieben von ursprünglich neun Türmen. Um 1500 wurde die romanische Basilika in eine gotische Saalkirche mit Wehranlagen umgebaut. Es gibt einen barocken Kirchenaltar aus dem Jahr 1752, der vom Bildhauer und Tischler Georgius Philippi gebaut wurde. Dieser Altar gehört zu seinen bedeutendsten und bekanntesten Arbeiten. Immer noch bespielbar ist die Orgel aus dem Jahr 1824 von Joseph Samuel Maetz mit vergoldeten Verzierungen des Prospektes.
Die Kirchenburg steht unter Denkmalschutz.